# Gerhard Zwerenz
Gerhard Zwerenz (Gablenz (ma Crimmitschau része, Szászország), 1925. június 3. – Oberreifenberg (Schmitten része), 2015. július 13.) német író, egykori parlamenti képviselő.

## Élete és munkássága
Apja téglagyári munkás, anyja pedig textilmunkásnő volt. Az iskola befejezése után rézmetszőnek tanult. A második világháborúban két évig katonáskodott, 1944-bn Varsó mellett átszökött a Vörös Hadsereghez. 1948-ban tért haza az orosz hadifogságból. Rendőr lett, 1949-ben belépett Német Szocialista Egységpártba (SED).
1952-ben kezdett publikálni a Die Weltbühne és a Sonntag hasábjain, de írt kabarészövegeket a Die Pfeffermühle számára is. 1952 és 1956 között filozófiát tanult Ernst Blochnál Lipcsében. 1956-ban szabadfoglalkozású író lett. 1957-ben kizárták a pártból, s mivel letartóztatás fenyegette, átszökött Nyugat-Berlinbe. A Stasi Nyugat-Németországban is figyeltette. Ez idő alatt a legkülönbözőbb álneveken publikált (Gert Gablenz, Peter Lauenheim, Leslie Markwart). 1959-ben írta a Die Liebe der toten Männer című művét, amely az 1953. június 17-i felkelés regényszerű ábrázolása. Az 1961-ben megjelent Ärgernisse - Von der Maas bis an die Memel esszékötete hozta meg számára a sikert. Azoknak a német értelmiségieknek a helyzetét mutatja be, akik sem Kelet- sem Nyugat-Németországban nem érzik jól magukat. 1964-ben Walter Ulbrichtről írt életrajzi esszét. 1966-ban jelent meg a Casanova oder Der Kleine Herr in Krieg und Frieden című bestseller regénye, amelyben az alkalmazkodni képtelen ember típusát rajzolja meg különböző társadalmi rendszerekben.
1973-ban a feltűnést és felháborodást kiváltó Die Erde ist unbewohnbar wie der Mond regényében bírálta a Nyugat-Németországban uralkodó életviszonyokat. A regényben ábrázolt zsidó ingatlanspekuláns alakjában Ignatz Bubis üzletember, politikus és a Német zsidók központi tanácsa elnökének karikatúrája volt felismerhető. Antiszemitizmussal vádolták Zwerenzt. Barátja, Rainer Werner Fassbinder színpadra vitte a regényt A szenny, a város és a halál (Der Müll, die Stadt und der Tod) címmel. 1975-ben a Die Quadriga des Mischa Wolf regényében a Stasi főnöke, Markus Wolf által szervezett Guillaume-affért írta le. Zwerenz Gert Amsterdam álnéven erotikus és pornográf írásokat is publikált. 1991-ben neki ítélték az Alternatív Georg Büchner-díjat. Az író 80. születésnapja alkalmából a Junge Welt baloldali és marxista beállítottságú berlini napilap folytatásokban közölte az először 1948-ban megjelent háborúellenes Ballade vom Holzhaufen bei Minsk című verses művét.

## Zwerenz a politikában
1994-ben a Demokratikus Szocializmus Pártja (PDS) nyílt listáján indult a választásokon, és bekerült a parlamentbe. 1998-ig vett részt a törvényhozásban. 2009-ben a parlamenti választások idején nyilvánosan a Die Linke párt támogatására szólított fel.

## Díjak, kitüntetések
- Ernst Reuter-díj, 1974
- Carl Ossietzky-díj, 1986
- Alternatív Georg Büchner-díj, 1991

## Művei (Válogatás)
- Magie, Sternenglaube, Spiritismus, Streifzüge durch den Aberglauben, 1956
- Die Liebe der toten Männer, 1959
- Aufs Rad geflochten. Roman vom Aufstieg der neuen Klasse, 1959
- Ärgernisse – Von der Maas bis an die Memel, 1961
- Wider die deutschen Tabus, 1962
- Heldengedenktag. Dreizehn Versuche in Prosa, eine ehrerbietige Haltung einzunehmen, 1964
- Casanova oder der Kleine Herr in Krieg und Frieden, 1966
- Vom Nutzen des dicken Fells und andere Geschichten, 1968
- Die Lust am Sozialismus, 1969
- Leslie Markwart (álnév) Die Zukunft der Männer, 1970
- Kopf und Bauch. Die Geschichte eines Arbeiters, der unter die Intellektuellen gefallen ist, 1971
- Der plebejische Intellektuelle, 1972
- Bericht aus dem Landesinneren. City. Strecke. Siedlung, 1972
- Die Erde ist unbewohnbar wie der Mond, 1973
- Der Widerspruch. Autobiographischer Bericht, 1974
- Die Quadriga des Mischa Wolf, 1975
- Die Westdeutschen. Erfahrungen, Beschreibungen, Analysen, 1977
- Das Grosselternkind, 1978
- Die schrecklichen Folgen der Legende, ein Liebhaber gewesen zu sein. Erotische Geschichten, 1978
- Kurt Tucholsky. Biographie eines guten Deutschen, 1979
- Die Ehe der Maria Braun, 1979
- Ein fröhliches Leben in der Wüste. Roman einer Reise durch drei Tage und drei Nächte, 1979
- Die Geschäfte des Herrn Morgenstern, 1980
- Wir haben jetzt Ruhe in Deutschland, 1981
- Die 25. Stunde der Liebe, 1981
- Das Konzept des plebejischen Intellektuellen, 1981
- Die Freiheit einer Frau, 1981
- Schöne Geschichten. Erotische Streifzüge, 1981
- Ungezogene Geschichten, 1981
- Wüste Geschichten von Liebe und Tod. Erotische Erzählungen, 1981
- Der langsame Tod des Rainer Werner Fassbinder, 1982
- Der Bunker, 1983
- Schöne Niederlagen. Wie Stories entstehen, und Weltuntergänge, 1983
- Das Lachbuch, 1984
- Die DDR wird Kaiserreich. Thriller, 1985
- Langsamer deutscher Walzer. Thriller, 1985
- Frisches Blut und alte Krieger. Thriller, 1986
- Die Rückkehr des toten Juden nach Deutschland, 1986
- „Soldaten sind Mörder“. Die Deutschen und der Krieg, 1988
- Vergiß die Träume Deiner Jugend nicht, 1989
- Der legitime Krieg?, 1991
- Rechts und dumm, 1993
- Links und lahm. Die Linke stirbt, doch sie ergibt sich nicht, 1994
- Die neue Weltordnung, 1994
- Krieg im Glashaus oder Der Bundestag als Windmühle. Autobiographische Aufzeichnungen vom Abgang der Bonner Republik, 2000
- Sklavensprache und Revolte (mit Ingrid Zwerenz), 2004

## Fordítás
- Ez a szócikk részben vagy egészben  a   Gerhard Zwerenz című német Wikipédia-szócikk fordításán alapul.  Az eredeti cikk szerkesztőit annak laptörténete sorolja fel. Ez a jelzés csupán a megfogalmazás eredetét és a szerzői jogokat jelzi, nem szolgál a cikkben szereplő információk forrásmegjelöléseként.